# Tour der schottischen Rugby-Union-Nationalmannschaft nach Neuseeland 2000
| Tour der Schotten nach Neuseeland 2000 | Tour der Schotten nach Neuseeland 2000 | Tour der Schotten nach Neuseeland 2000 | Tour der Schotten nach Neuseeland 2000 | Tour der Schotten nach Neuseeland 2000 |
| Übersicht                              | S                                      | G                                      | U                                      | N                                      |
| -------------------------------------- | -------------------------------------- | -------------------------------------- | -------------------------------------- | -------------------------------------- |
| Test Matches                           | 2                                      | 0                                      | 0                                      | 2                                      |
| Sonstige Spiele                        | 5                                      | 2                                      | 1                                      | 2                                      |
| Gesamt                                 | 7                                      | 2                                      | 1                                      | 4                                      |
|                                        |                                        |                                        |                                        |                                        |
| Neuseeland                             | 2                                      | 0                                      | 0                                      | 2                                      |

Die Tour der schottischen Rugby-Union-Nationalmannschaft nach Neuseeland 2000 umfasste eine Reihe von Freundschaftsspielen der schottischen Rugby-Union-Nationalmannschaft. Sie reiste im Juni und Juli 2000 durch Neuseeland und bestritt während dieser Zeit sieben Spiele. Darunter waren zwei Test Matches gegen die neuseeländische Nationalmannschaft, die beide mit Niederlagen endeten. Hinzu kamen fünf weitere Spiele gegen regionale Auswahlmannschaften, bei denen zwei Siege, ein Unentschieden und zwei Niederlagen resultierten.

## Spielplan
- Hintergrundfarbe grün = Sieg
- Hintergrundfarbe gelb = Unentschieden
- Hintergrundfarbe rot = Niederlage

(Test Matches sind grau unterlegt; Ergebnisse aus der Sicht Schottlands)
| # | Datum         | Gegner                   | Ort          | Stadion        | Ergebnis |
| - | ------------- | ------------------------ | ------------ | -------------- | -------- |
| 1 | 09. Juni 2000 | Vikings XV               | Whangārei    | Okara Park     | 16:42    |
| 2 | 13. Juni 2000 | East Coast & Poverty Bay | Gisborne     | Rugby Park     | 51:10    |
| 3 | 17. Juni 2000 | New Zealand Māori        | New Plymouth | Yarrow Stadium | 15:18    |
| 4 | 20. Juni 2000 | Nelson Bays Rugby Union  | Nelson       | Trafalgar Park | 25:25    |
| 5 | 24. Juni 2000 | Neuseeland               | Dunedin      | Carisbrook     | 20:69    |
| 6 | 27. Juni 2000 | Hawke’s Bay Rugby Union  | Napier       | McLean Park    | 24:7     |
| 7 | 01. Juli 2000 | Neuseeland               | Auckland     | Eden Park      | 14:48    |

## Test Matches
| 24. Juni 2000 | Neuseeland                                                                                    | 69 : 20        | Schottland                                                              | Carisbrook, Dunedin Zuschauer: 26.128 Schiedsrichter: Scott Young (Australia) |
| 24. Juni 2000 | Versuche: Alatini Cribb Cullen Flavell Lomu (3) Oliver (2) Umaga (2) Erhöhungen: Mehrtens (7) | (26:6) Bericht | Versuche: Metcalfe Simpson Erhöhungen: Hodge (2) Straftritte: Hodge (2) | Carisbrook, Dunedin Zuschauer: 26.128 Schiedsrichter: Scott Young (Australia) |

Aufstellungen:
- Neuseeland: Pita Alatini, Todd Blackadder , Ron Cribb, Christian Cullen, Carl Hoeft, Alama Ieremia, Byron Kelleher, Jonah Lomu, Norman Maxwell, Andrew Mehrtens, Anton Oliver, Taine Randell, Scott Robertson, Greg Somerville, Tana Umaga 
 Auswechselspieler: Craig Dowd, Troy Flavell, Mark Hammett, Josh Kronfeld, Leon MacDonald
- Schottland: Ross Beattie, Gordon Bulloch, Duncan Hodge, Craig Joiner, Martin Leslie, Shaun Longstaff, James McLaren, Richard Metcalfe, Craig Moir, Scott Murray, Andy Nicol , Chris Paterson, Tom Smith, Barry Stewart, Gregor Townsend, Jason White 
 Auswechselspieler: Iain Fullarton, Gordon Simpson, Graham Shiel, Matthew Stewart

| 1. Juli 2000 | Neuseeland                                                                                         | 48 : 14        | Schottland                                       | Eden Park, Auckland Zuschauer: 33.000 Schiedsrichter: Wayne Erickson (Australien) |
| 1. Juli 2000 | Versuche: Cribb Cullen Ieremia Kronfeld Marshall Robinson Umaga (2) Erhöhungen: Brown Mehrtens (3) | (24:0) Bericht | Versuche: Murray Paterson Straftritte: Hodge (2) | Eden Park, Auckland Zuschauer: 33.000 Schiedsrichter: Wayne Erickson (Australien) |

Aufstellungen:
- Neuseeland: Todd Blackadder , Ron Cribb, Christian Cullen, Carl Hoeft, Alama Ieremia, Josh Kronfeld, Jonah Lomu, Justin Marshall, Norman Maxwell, Kees Meeuws, Andrew Mehrtens, Anton Oliver, Mark Robinson, Reuben Thorne, Tana Umaga 
 Auswechselspieler: Tony Brown, Craig Dowd, Mark Hammett, Leon MacDonald, Taine Randell, Scott Robertson
- Schottland: Gordon Bulloch, Iain Fullarton, Duncan Hodge, Craig Joiner, Martin Leslie, Richard Metcalfe, Cameron Murray, Andy Nicol , Chris Paterson, Jon Petrie, Graham Shiel, Tom Smith, Barry Stewart, Gregor Townsend, Jason White 
 Auswechselspieler: Ross Beattie, Graeme Beveridge, Nathan Hines, Gordon McIlwham, Steve Scott